# Túnel de la Alcazaba
El túnel de la Alcazaba es un túnel construido bajo la ladera del monte Gibralfaro y el cerro Alcazaba, situado en el centro de Málaga, España. Fue inaugurado el 29 de marzo de 1999 y une las zonas del Parque de Málaga y La Malagueta con la Calle Alcazabilla y la Plaza de la Merced.

## Descripción
El túnel tiene una longitud de 182,75 metros y una anchura de 16 metros con forma de arco rebajado con un tramo central de 9 metros de radio y dos laterales con radio de 4,82 metros. A la longitud previamente dicha hay que añadir los tramos en falso túnel de 33,50 metros en la Calle Alcazabilla y 23,80 metros en la zona del Parque, resultando una longitud total de 406 metros.
Es de circulación de tráfico rodado así como para peatones, cuyas aceras a ambos laterales se encuentran a una altura de 30 centímetros respecto a la calzada y aislados por barandillas con una anchura de 1,85 metros. El tramo central está formado por cuatro carriles de 3 metros.